# Aleksander Łapiński
Aleksander Łapiński (ur. 1905, zm. 1975) – polski historyk, filozof, profesor Chrześcijańskiej Akademii Teologicznej w Warszawie.

## Wybrane publikacje
- Nauka o apokatastasisie przed potępieniem jej na soborach ekumenicznych, Warszawa: Drukarnia Synodalna 1931.
- Współczesny ruch sekciarski wśród prawosławnego społeczeństwa Polski, Warszawa: "Elpis" 1933.
- Stanowisko Kościoła prawosławnego w Wielkiem Księstwie Litewskiem i Koronie za panowania Zygmunta I, Warszawa: Druk. J. Cotty 1936.
- Zygmunt Stary a Kościół prawosławny, Warszawa 1937.